# Боксиращо се кенгуру (филм, 1895)
„Боксиращо се кенгуру“ (на немски: Das boxende Känguruh) е германски късометражен ням филм от 1895 година на режисьора Макс Складановски с участието на боксьора Делауеър.

## Сюжет
Филмът показва един мъж и кенгуру, които стоят лице в лице пред камерата с боксови ръкавици на ръцете си и симулират боксов мач на театрална сцена.

## В ролите
- Делауеър като мистър Делауеър

## Продукция и реализация
Снимките на филма са протекли под купола на световноизвестния „Цирк Буш“. Премиерата му се състои на 1 ноември 1895 година в специален киносеанс, заедно с други филми на Складановски.